# Vereinigung Schweizer Innenarchitekten und Innenarchitektinnen
Die Vereinigung Schweizer Innenarchitekten und Innenarchitektinnen (VSI.ASAI) (französisch Association Suisse des Architectes d'Interieur, italienisch Associazione Svizzera degli Architetti d'Interni) ist der Schweizer Berufsverband der Innenarchitekten. Er wurde 1942 gegründet und hat seinen Sitz in Zürich.
Der VSI ist Mitglied im Stiftungsrat REG des Staatssekretariats für Bildung, Forschung und Innovation. Er vereint Vertreter institutioneller Interessengruppen wie öffentlich-rechtliche und privatrechtliche Körperschaften, die Interesse an dem Fortbestand dieser Berufsgruppe haben.: S. 13 Zu den Aufgaben gehört insbesondere die Anerkennung des Berufs und des Titelschutzes sowie die Vergleichbarkeit und Anerkennung der Berufsqualifikation in Europa und weltweit.: S. 1

## Geschichte

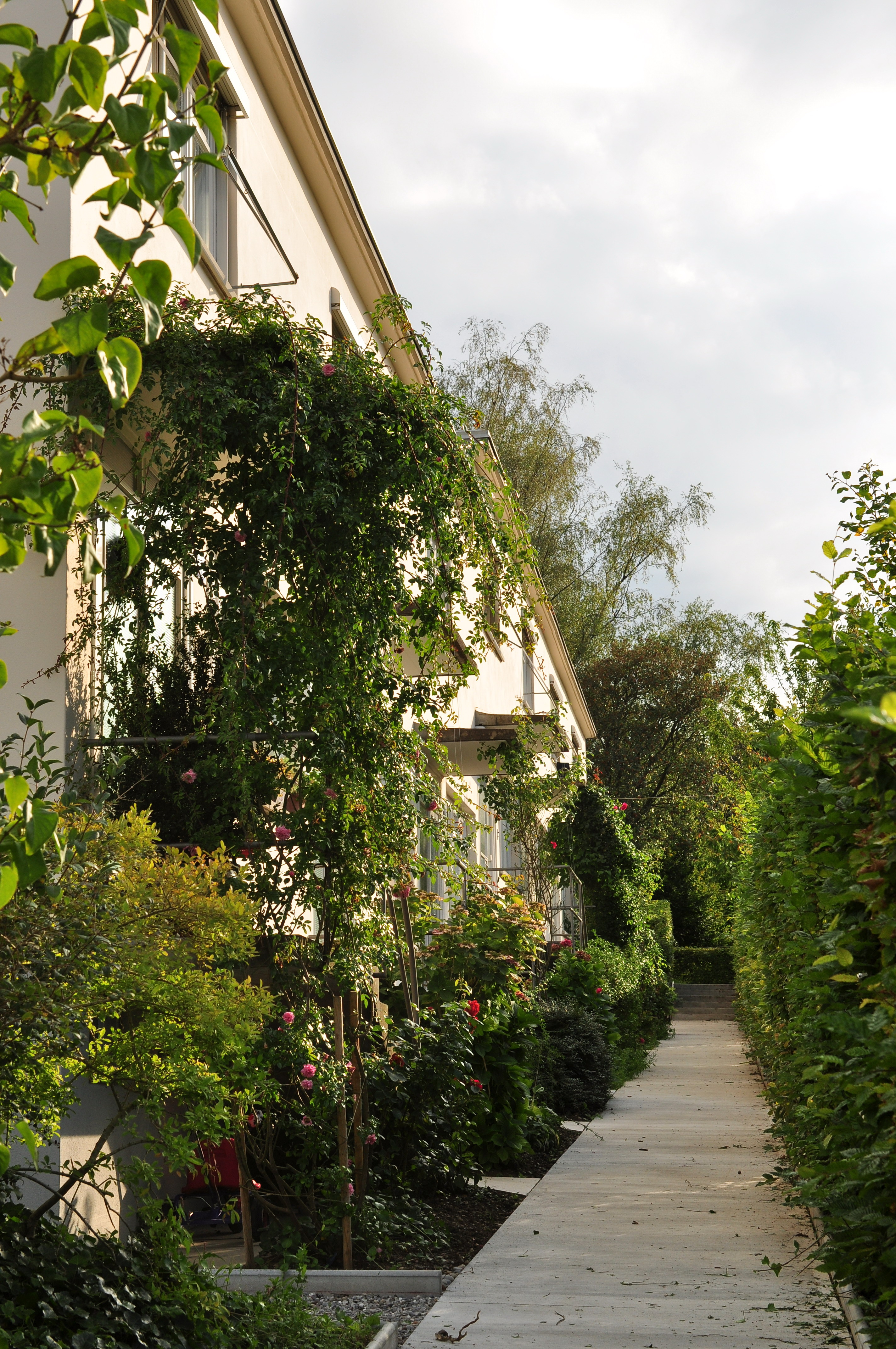
Werkbundsiedlung Neubühl, Wollishofen von 1932

Die Initiative zur Gründung einer Interessenvertretung für Innenarchitekten ging vom damaligen Leiter der Zürcher Kunstgewerbeschule und Studiengangleiter der Innenausbauklasse, Wilhelm Kienzle aus, der mit seinen Studierenden 1942 die Vision entwickelte und realisierte, eine eigenständige Berufsgruppe zu werden. Die zehn Gründungsmitglieder waren Oskar Burri als ihr erster Präsident, Otto Glaus, Willy Guhl, Hans Guyer, Ernst Klettiger, Wilhelm Kienzle, Oskar Viktor L. Kunz, Albert Nauer, Fritz Solenthaler und Alfred Vogel. Nach ihrem Verständnis sollte die Wahrnehmung nicht wie bei der Architektur von aussen, sondern vom Nutzer, also vom Gebäudeinneren kommen. In den Anfangsjahren ist für die Gründer die Innenarchitektur die Fortsetzung der Gestaltung von innen nach aussen, «als ein Prinzip des Planens, bei dem der Mensch und seine individuellen Ansprüche im Zentrum stehen. Ob das die Aussen- oder Innensicht der Architektur betrifft, steht für sie nicht im Vordergrund».: S. 10–11
Das Gründungsprotokoll und auch die Aufzeichnungen einiger weiterer Sitzungen der jährlichen Generalversammlungen sind nicht mehr erhalten, doch lässt sich aus anderem Schriftverkehr rückschliessen, was die Männer damals bewegte. In den Statuten, die im Februar 1943 beschlossen worden sind, wurde als Zweck die «Zusammenarbeit mit dem Bund Schweizer Architekten BSA und dem Schweizerischen Werkbund SWB» – beziehungsweise deren Westschweizer Schwesterorganisation L'Œuvre – genannt. Es ging ihnen ferner um «die Aussprache über schwebende Fragen des Berufsstandes der Innenarchitekten» innerhalb dieser drei gestalterisch tätiger Berufsverbände. Die «Hebung des kulturellen und künstlerischen Niveaus des Berufs» wird als Ziel angestrebt. Damit wollte man sich offensichtlich von dem rückwärts traditionell gewandten Verständnis innerhalb des Werkbundes absetzen und den Fokus auf die Moderne werfen. Ausserdem strebte man den Titelschutz und die Anerkennung des wirtschaftlich und kulturell verantwortungsvollen Berufes an.: S. 11
Die Ausrichtung auf die Moderne wurde «von einer internationalen künstlerischen Avantgarde-Bewegung» unmittelbar nach dem Ersten Weltkrieg vorgegeben, die althergebrachte Formensprache und Funktionalität in Frage stellte und das moderne Leben vom Städtebau über die Architektur bis hin zur Produktgestaltung neu definieren wollte. Wie auch in Deutschland prägte sich dafür der Begriff Neues Bauen. Unmittelbare Vorbilder waren die des Bauhauses in Deutschland und das Atelier von Le Corbusier in Paris. In der Architektur waren dabei Karl Coelestin Moser und Hans Bernoulli von der ETH Zürich federführend. Sie legten die theoretische Grundlage aus Anteilen von «traditionsbewusster wie zukunftsgerichteter Architekturauffassung»

### Möbel

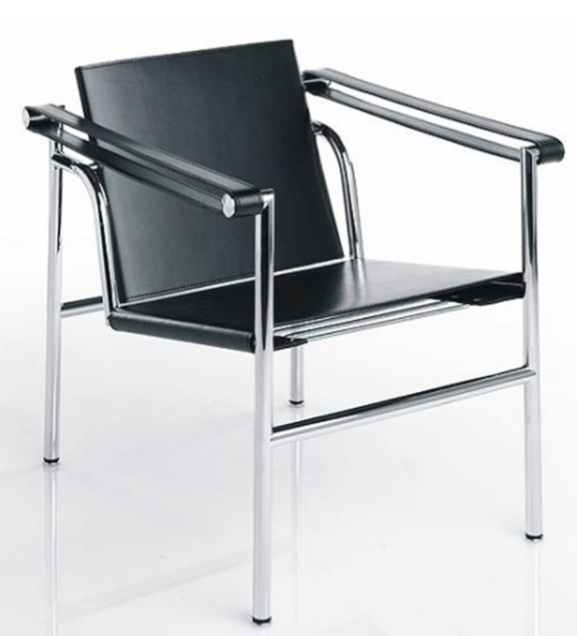
LC1: Le Corbusier, Pierre Jeanneret und Charlotte Perriand von 1928

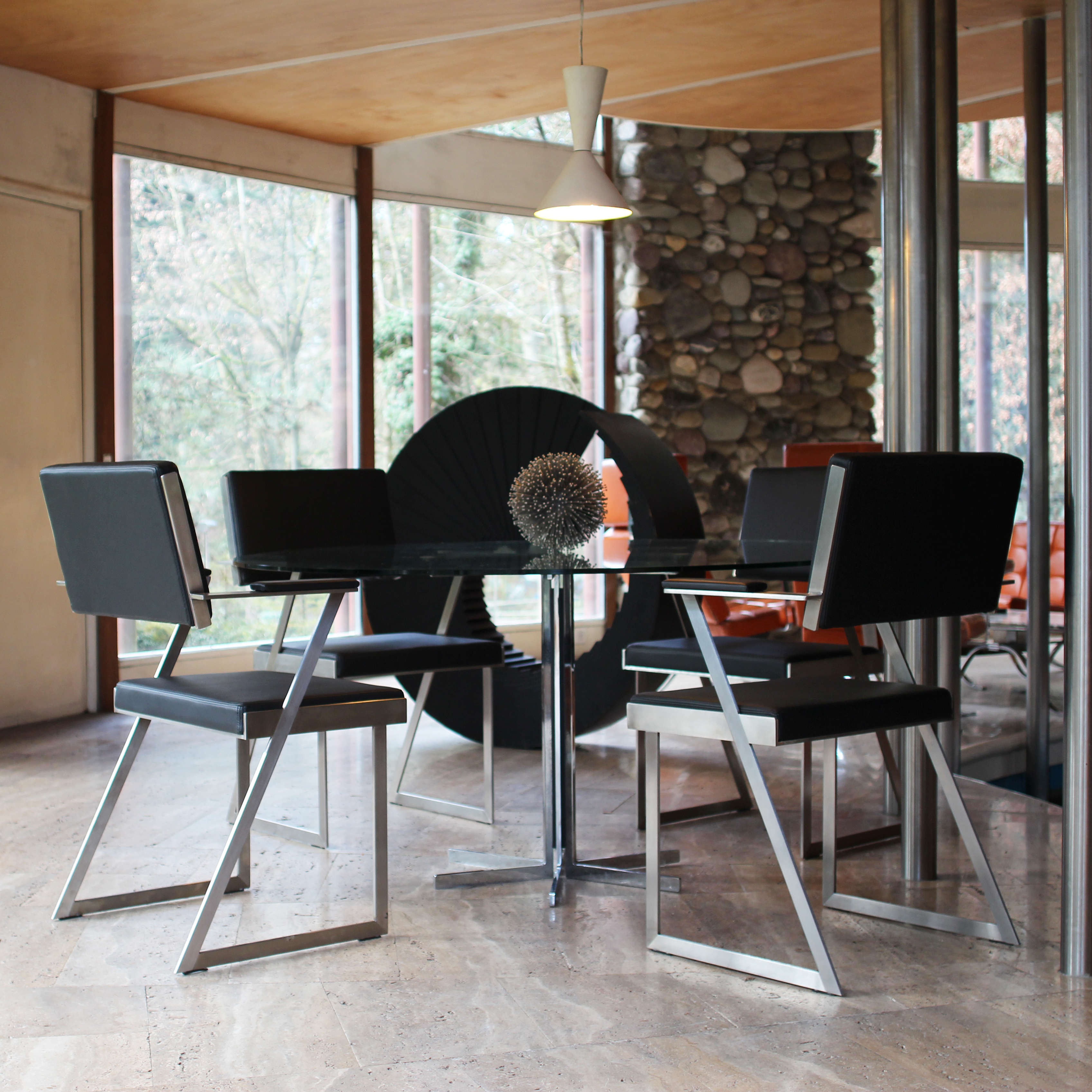
Zulu Collection aus den 2010ern

Von Anbeginn stand die Gestaltung von Möbeln – noch ganz in der Tradition des Werkbundes – als das wichtigste Gestaltungsmerkmal im Wohnraum an erster Stelle der Aufmerksamkeit. Ab 1946 wurde dazu die dreisprachige Publikation Möbel und Wohnraum verlegt. Das Buch gibt einen charakteristischen Eindruck in den Zeitgeschmack gemässigten Heimatstils. Hans Guyer war massgeblich für die Produktion verantwortlich. Er starb bereits 1949. Von ihm erhalten geblieben, wenn auch etwas verändert, ist das Puppentheater am Bahnhof Stadelhofen von 1942.
Als Nukleus der innenarchitektonischen Arbeit kann neben der Kunstgewerbeschule die 1931 aus der Taufe gehobene Werkbundsiedlung Neubühl in Zürich angesehen werden. Mit ihr entstand ein grosser innenarchitektonischer Gestaltungsbedarf. Mit Hilfe von Max Bill konnte eine Vision dieses modernen Lebens verwirklicht werden, die viele junge, intellektuelle Persönlichkeiten ansprach, dort zu wohnen. Persönliche Umstände zwangen Bill, nach wenigen Monaten Zürich zu verlassen, doch schon 1932 gründete sich die Wohnbedarf AG, die «die Produktion und Verbreitung dauerhafter und preiswerter Standardmöbel als Ausdruck einer umfassenden Lebensreform sah». Es entstand eine eigene Möbelindustrie, die jedoch durch wirtschaftliche Schwierigkeiten mit der politischen Isolation der Schweiz vor und während des Zweiten Weltkriegs stockte.
Mit der zweiten Generation von Gestaltern erweiterte sich das Augenmerk ab 1955 von Möbeln auf den Wohnraum als Ganzes. Damit wurde an eine Idee angeknüpft, die bereits in den 1930er Jahren aufgekommen war, sich aber aufgrund der kriegswirtschaftlichen Zwänge nicht hatte entfalten können. Hinzu kamen Einflüsse aus den jetzt kulturell näher gerückten Vereinigten Staaten und ihrem Showroom-Ansatz.: S. 12 Wichtige Erfolge erzielten einzelne Mitglieder der VSI mit der Ladengestaltung des Zürcher Haushaltswarengeschäfts Sibler 1956, von Mövenpick und den Innenausbau des neuen Terminals B am Flughafen Kloten 1970. 1992 erfolgte dort die Umgestaltung der Abflughalle im Terminal A, bei der der Entwurf von Heinrich Oeschger aus den 1950er Jahren «reprofiliert» wurde.: S. 160

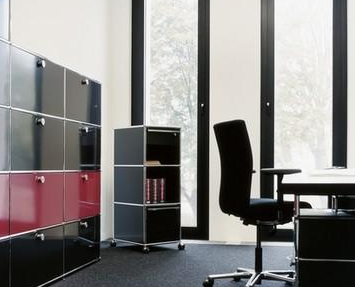
USM Büromöbel von 1964

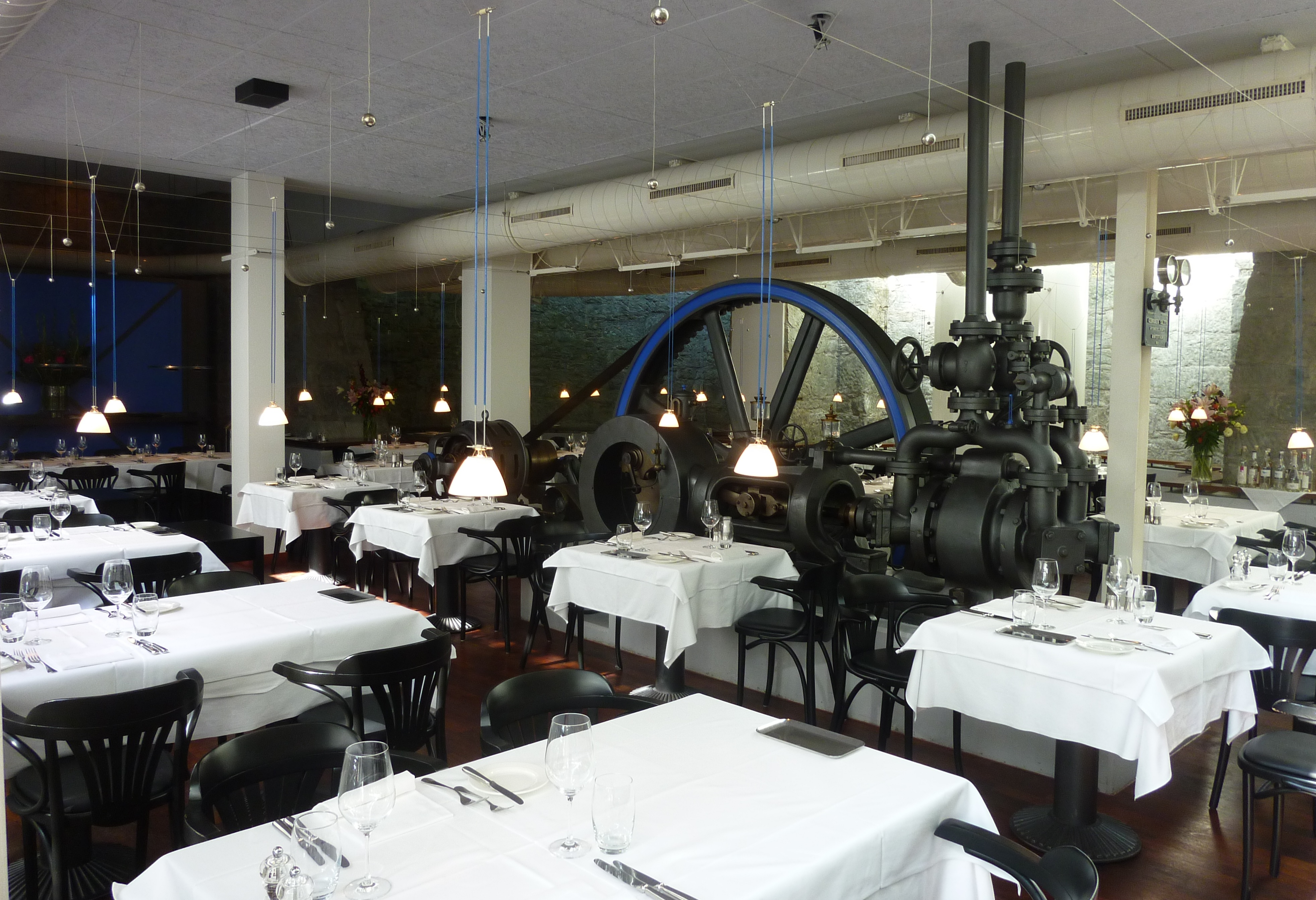
Blaue Ente von 1986

Mit der Studie Die Grenzen des Wachstums von 1972 setzte auch bei dem VSI das Bewusstsein nachhaltigen Handelns ein. Noch im selben Jahr wurde die Finanzierung des Films Die Grünen Kinder von Kurt Gloor veranlasst, in dem es um die als besonders kinderfreundlich geltende Gross-Überbauung der «Gröhner-Siedlung» Sunnebüel bei Hegnau und dessen Einfluss auf die Entwicklung der Kinder geht. Co-Produzent dieser filmisch-empirischen Untersuchung war das Eidgenössische Departement des Innern und das Schweizer Fernsehen. Zu Musik Johann Sebastian Bachs werden sozialkritische Texte des Ethnologen und Psychoanalytikers Mario Erdheim sowie der Autorin Sil Schmid vermittelt. Ausserdem werden Eltern zu der Kinderfreundlichkeit der Siedlung interviewt. Das Filmplakat zeigt eine entmenschlichte Wohnsituation. Trotz höchster Einschaltquote im Fernsehen durfte der Film aus politischen Gründen nicht für den Schweizer Filmpreis kandidieren.
Mit der Eröffnung des ersten IKEA-Marktes ausserhalb Skandinaviens 1973 in Spreitenbach veränderte sich die Aufgabenstellung der Innenarchitektur, weg von der Möbelgestaltung hin zur architektonischen Innen-Sicht. Dies verstärkte die Spaltung von Innenarchitektur und Design. Zudem sorgte die Ölpreiskrise in den frühen 1970er Jahren für eine wirtschaftliche Stagnation, so raubte der Zuspruch billiger Gebrauchsmöbel zum Selbst-Zusammenbauen der vielfach in der VSI organisierten Schweizer Möbelindustrie wichtige Marktanteile. Doch vor allem kratzte die Beliebtheit der Billigmöbel an dem Grundverständnis von VSI und Werkbund, formschöne, aber vor allem wertige Gebrauchsmöbel auf den Markt zu bringen.
Neben dem Mitgliederschwund durch Geschäftsaufgabe schlug in den Jahren 1975 bis 1998 auch eine unbestimmte Berufsausbildung zu Buche. Zusätzlich machte sich negativ bemerkbar, dass es mit dem Schweizerischen Verband Industrial Designers (SID) seit 1966 eine Wettbewerbsorganisation gab, zu der zahlreiche Mitglieder abwanderten, zumal namhafte Designer wie Willy Guhl, Kurt Thut, Eugen Gomringer und Andreas Christen sich jetzt dort engagierten.: S. 16

### Öffentlichkeitsarbeit
Im Laufe seiner Geschichte verausgabte die Vereinigung verschiedene Publikationen. Die erste Organ war das Buch Möbel und Wohnraum (1946), das Ende 1949 mit seinen 9000 Exemplaren der Erstauflage vergriffen war und mit 2000 Stück nachgedruckt werden musste. Der aus dem Erfolg erzielte Gewinn erlaubt der frühen VSI seine Aktivitäten zu finanzieren.
In den Jahren 1954 bis 1966 erschien die erste eigene Vierteljahres-Zeitschrift, mit der die Statuten erfüllt wurden, in denen es hiess, ein Ziel sei «die Hervorhebung des kulturellen und künstlerischen Niveaus des Berufes, durch Vorträge und Mitarbeit an bestehenden Fachzeitschriften». Die Herausgabe der Zeitschrift belastete das Verbandsbudget beachtlich. Spannungen zwischen dem damaligen Präsidenten Ernst Kettiger und Wilhelm Kienzle, die aus unterschiedlichen strategischen Zielen resultierten, traten jetzt offen zutage und führten zu ihrem Zerwürfnis. Während Kienzle bis zuletzt für den Erhalt der Zeitschrift als «Publikums-Erziehungsorgan» eintrat, sah Kettiger aus pragmatischen Gründen das Budget lieber für andere Dinge ausgegeben wie beispielsweise die Ausarbeitung einer anwendbaren Honorarordnung. Auch in Deutschland gab es erst seit 1977 eine verbindliche Honorarordnung für Architekten und Ingenieure. Trotz zufriedenstellender Verkaufszahlen von 10'000 Stück bei 1000 Abonnenten traten die Unstimmigkeiten zwischen Verlag und Vorstand immer deutlicher hervor; die Generalversammlung von 1967 beschloss auf Antrag zugunsten der Aufgabe der Eigenpublikation eine Kooperation mit dem Forster-Verlag, die jedoch ein Jahr später scheiterte wie die Zusammenarbeit mit anderen Fachzeitschriften.
In dieser Zeit behalf man sich mit Internen Verbandsmitteilungen, zunächst unter dem NamenVSI-Information, dann unter VSI-News. 1989 geben Marianne Daepp und Andre Denz unter hohem personellen und finanziellem Aufwand die VSI-Zeitschrift Intern heraus, die wenig später in Impressum umbenannt wurde. 2002 wurde diese als eine erste Website adaptiert, ergänzt von einem Newsletter.
Die 1914 gegründete Traditionspublikation Das Werk schloss sich 1980 mit Bauen + Wohnen zu Werk, Bauen + Wohnen (WBW) zusammen, deren Herausgeber der Bund Schweizer Architekten BSA war. Zwei Jahre später führte ein Kooperationsvertrag zwischen dem VSI und der neuen Veröffentlichung WBW. Nach dem Ausscheiden der VSI-Angehörigen Christina Sonderegger aus der Redaktion 2004 wurden Aspekte der Innenarchitektur nicht mehr in dem Masse berücksichtigt wie zuvor. 2012 liess die VSI den Kooperationsvertrag auslaufen. Stattdessen wurde eine Kooperation mit der SIA Verbandzeitschrift TEC 21 sowie der Innenarchitektur Zeitschrift Spectrooms mit Suzanne Schwarz aufgebaut. Seit 2017 gibt es eine Zusammenarbeit mit der Wohnzeitschrift Ideales Heim.
Sowohl zum 50. als auch zum 75. Verbandsjubiläum erschienen Sonderpublikationen. Die 1992 herausgegebene 50 Jahre Innenarchitektur gilt «noch heute als Standardwerk des schweizerischen Innenarchitekturschaffens.» Die Sonderpublikation zum 75. Verbandsjubiläum beschreibt die Geschichte, die Gegenwart und wagt eine Blick in die Zukunft der Innenarchitektur.: S. 14

### Ausbildung

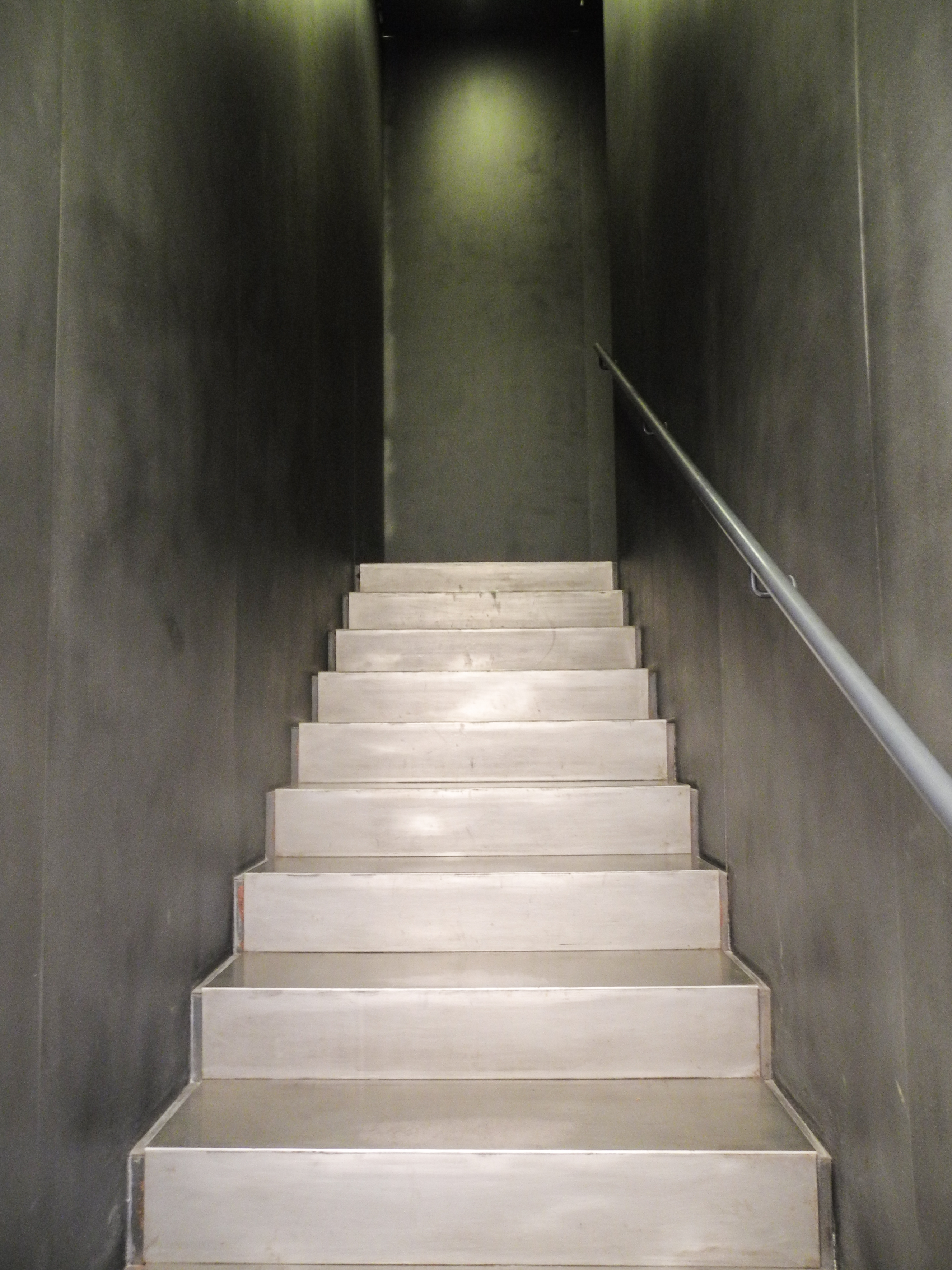
Bündner Kunstmuseum von 1989

Wie oben erwähnt, entstand der Verband aus einer Keimzelle innerhalb der Kunstgewerbeschule Zürich. Neben Zürich waren auch die Kunstgewerbeschule in Basel und Hochschule Luzern wegbereitend in der Ausbildung von Innenarchitekten. Erste kunsthandwerkliche Lehrgänge formten die Berufe der Schreiner, Polsterer und Dekorateure. Aus deren Verständnis heraus, den Status des Kunsthandwerks zu überwinden und eigene gestalterische Fähigkeiten zu entwickeln, entstand aus dem Berufsbild des Möbelgestalters das des Innenarchitekten. Kienzle und Guhl waren die treibenden Kräfte, die die «planerisch-entwerferische Ausbildung» etablierten. Ab 1970 wurde diese Ausbildung auch in Basel, 1973 in Genf eingeführt. Genf jedoch bot nur eine zweijährige Ausbildung an, die vom VSI zunächst nicht anerkannt wurde.
Ein weiterer wichtiger Baustein war die duale Lehrlingsausbildung. Ab 1961 wurden Lehrgänge für Innenausbauzeichner-Lehrlinge in Zürich angeboten. Nach dem Verständnis der VSI war Innenarchitektur «nicht nur gestalterische Planung, sondern verlange spezifisches Wissen in der technischen Planung und Ausführung». 1971 wurde zusammen mit dem Schreinermeisterverband die Lehrmeistervereinigung für Innenausbauzeichner (LVIBZ) gegründet. Mit vorgeschalteter Berufslehre dauerte der Weg zum Innenarchitekten acht Jahre.
Seit 1974 gab es unter der Führung von Kurt Thut und Jürg Bally Bemühungen die Innenarchitekten mit einem entsprechenden REG Eintrag (Stiftung der Schweizerischen Register der Fachleute in den Bereichen des Ingenieurwesens, der Architektur und der Umwelt) zu qualifizieren. 2009 konnte unter Benjam Wyss (Präsident VSI 2002–2009) eine Mitgliedschaft beim Schweizerischen Ingenieur- und Architektenverein (SIA), dem federführenden Berufsverband für Architektur und Ingenieure in der Schweiz als Fachverband erzielt werden. Kurz darauf wurde die VSI auch Mitglied im Trägerverein des REG. Den Innenarchitektinnen und Innenarchitekten verschafft dies die Möglichkeit, sich auf den Stufen A-B-C zu qualifizieren. Für den VSI ist die Mitgliedschaft als Fachorganisation im REG ein wichtiges Berufsqualifizierungsinstrument, auch im Hinblick auf den internationalen Austausch und die Vergleichbarkeit von Abschlüssen und Befähigungen.: S. 14–15

### Honorarordnung
Entgegen der Architekten der Schweiz, die mit ihrem Berufsverband SIA bereits seit 1877 eine Honorarordnung besassen und die für den VSI als Vorbild diente, dauerte es dort bis 1958. Zwar waren schon in den frühen 1950er Jahren Versuche unternommen worden, doch standen in den Anfangsjahren die Gestaltung von Möbeln im Vordergrund. Trotz einer ersten Revision 1965 konnte sich diese Ordnung nicht durchsetzen. 1974/75 mit Revision von 1979 wurde eine neue Honorarordnung aufgelegt, doch noch immer können die tatsächlichen Kosten nur schlecht erfasst werden. Mit Unterstützung des SIA entstehen 1996 Tabellen mit K-Werten (Kostenwert zur Berechnung eines fixen Honorars) im Jahr 2000 von Z-Werten (Zeitwert zur Berechnung des Zeitaufwandes) ersetzt werden. Seit 2016 wird eine eigenständige Honorarordnung auf der Basis mit der vom SIA entwickelten Z-Werten herausgegeben. Zwar genügen diese Berechnungen mit der zunehmenden Verlagerung von der Bauausführung hin zur Projektierung (Z-Werte) nicht immer, doch kann dieser Mangel durch verbesserte Leistungsbeschreibungen behoben werden.: S. 17

### Partnerschaften

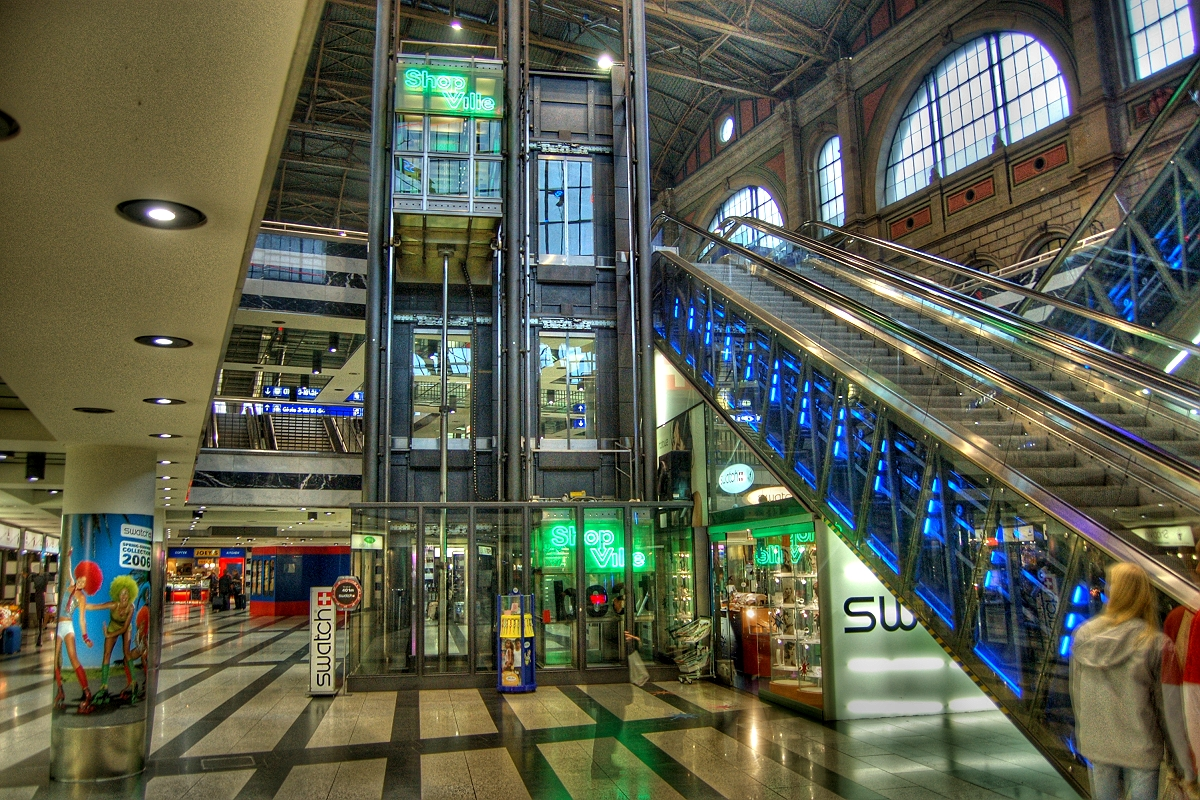
Shopville unter dem Hauptbahnhof von 1992/93

Blieben in den ersten Statuten internationale Kontakte noch unerwähnt, so bestand von Anfang an ein enges Verhältnis zum Schweizerischen Werkbund SWB und Bund Schweizer Architekten BSA. Trotzdem waren in den frühen 1950er Jahren gemeinsame Ziele dieser drei Organisationen, eine gute internationale Reputation herzustellen. Schon 1949 vermittelte Willy Guhl den Kontakt zum International Competition for low-cost furniture des Museum of Modern Art. Ab 1952 gab es Kontakte zur Schwedischen Innenarchitekturvereinigung SIMS, heute Svenska inredningsarkitekters riksförbund (S.I.R) und dem Bund Deutscher Innenarchitekten BDIA. Für den VSI waren vor allem «geschmackliche Nuancen» von Interesse, die den eigenen Vorstellungen entgegenliefen. Es entstand eine VSI-Auslandskommission, die sich beispielsweise ab 1954 mit der dänischen Honorarordnung für die Schweiz befasste und zusammen mit dem BDIA eine Innenarchitektur-Ausstellung für die Münchener Handwerkermesse 1957 plante, wo die erste europäische Delegierten-Tagung stattfand. Neben der Schweiz und Deutschland waren dort Dänemark, Norwegen, Schweden, Belgien und Frankreich vertreten.: S. 18–19
1964 nahm der VSI an der Gründungsveranstaltung der International Federation of Interior Architects/ Designers (IFI) teil, die aus der zwei Jahre zuvor gegründeten U.I.A.I. hervorgegangen ist. Erich Bächtold, der von 1954 bis zu seinem Tod 1969 die VSI-Auslandskommission geleitet hat, wurde ihr erster Präsident. Besonders zwischen den deutschsprachigen Ländern und den Niederlanden entwickelte sich schnell ein vertrauensvolles und produktives Arbeitsverhältnis. 1992 wurde als ein Ableger der IFI das European Council of Interior Architects (ECIA) gegründet, dem die Schweiz 1995 in Barcelona beitrat.
Seit den frühen 1970er Jahren entstand eine Partnerschaft mit Innenarchitekten in der Romandie, die auf Basis der VSI-Statuten sich eine eigene Satzung gibt und 1975 mit dem Namen Association Genevois des Architectes d’intérieur (AGAI) gesellschaftlich organisiert. Eine geänderte Bauordnung im Kanton Genf, die sogenannte Bauvorlageberechtigung, machte diesen Organisationsschritt erforderlich, eine Annäherung oder Vereinigung mit der VSI war aber immer vorgesehen. Dieser Schritt gelang zum 50-jährigen Bestehen 1992. Jetzt heisst die Vereinigung offiziell Vereinigung der Schweizer Innenarchitektinnen und Architekten, Association Suisse des Architectes d’intérieur (VSI.ASAI). Zusätzlich wird, um von der nachfolgenden Generation besser wahrgenommen zu werden, seit diesem Jahr für Diplomanden ein Förderpreis ausgelobt.: S. 17
Mit Blick in die Zukunft fordert der Präsident der VSI, Thomas Wachter, tiefer in die Bedürfnisse des Marktes einzudringen und sich aktiv mit der Positionierung der Innenarchitektur als anerkanntes Berufsfeld einzusetzen. Zum Anlass des 75-jährigen Jubiläums der VSI beschrieb Jan Eckert, an der Swissbau Basel, ein retrospektives Bild auf die Innenarchitektur wie ein Wikipedia Eintrag im Jahr 2080 lauten könnte:

«Innenarchitektur ist seit den frühen 2000er Jahren eine Disziplin, die wesentlich zu der Gestaltung des unmittelbaren Lebensraumes der Menschen beiträgt. Nach ihrer Entstehung im 20ten Jahrhundert haben es Innenarchitektinnen und Innenarchitekten geschafft, sich den stetig wandelnden Anforderungen an Raum und Lebensraum des Menschen zu stellen und Aufgaben zu formulieren, die in ihrer Disziplin einzigartig gelöst werden können. Heute gehört die Innenarchitektur nebst den benachbarten, gestaltenden Disziplinen zu einem der dem Menschen am nächsten stehenden Berufsfeldern.»